# Fuerte rojo de Delhi
El fuerte de Delhi, ubicado en la ciudad india de Delhi, es llamado también Fuerte rojo o Lal Qila (en hindi) por el color de la piedra arenisca con que se construyó. No debe confundirse con el Fuerte de Agra al que se llama del mismo modo. Fue declarado Patrimonio de la Humanidad por la Unesco en 2007, abarcando una superficie protegida de 49,18 ha.
Fue un palacio en la nueva capital del emperador Shah Jahan. Esta se llamaba Shahjahanabad y era la séptima ciudad musulmana construida en la actual Delhi. Jahan trasladó la capital desde Agra para desarrollar sus esquemas de construcción y darle más prestigio a su reino. 
Se empezó a construir en 1638 y se terminó diez años después. Está situado en el extremo este de Shahjahanabad y toma su nombre de los impresionantes muros, construidos en arenisca roja, que definen sus cuatro costados. La muralla mide 6,5 kilómetros de largo y su altura varía entre los 16 metros en la orilla del río a los 33 metros en la zona cercana a la ciudad.
Se extendía a lo largo del curso del río Yamuna (que desde entonces ha modificado su curso). El muro situado en la esquina nordeste está junto a un antiguo fuerte, el Salimgarh, un edificio de defensa construido por Shah Sur en 1546.

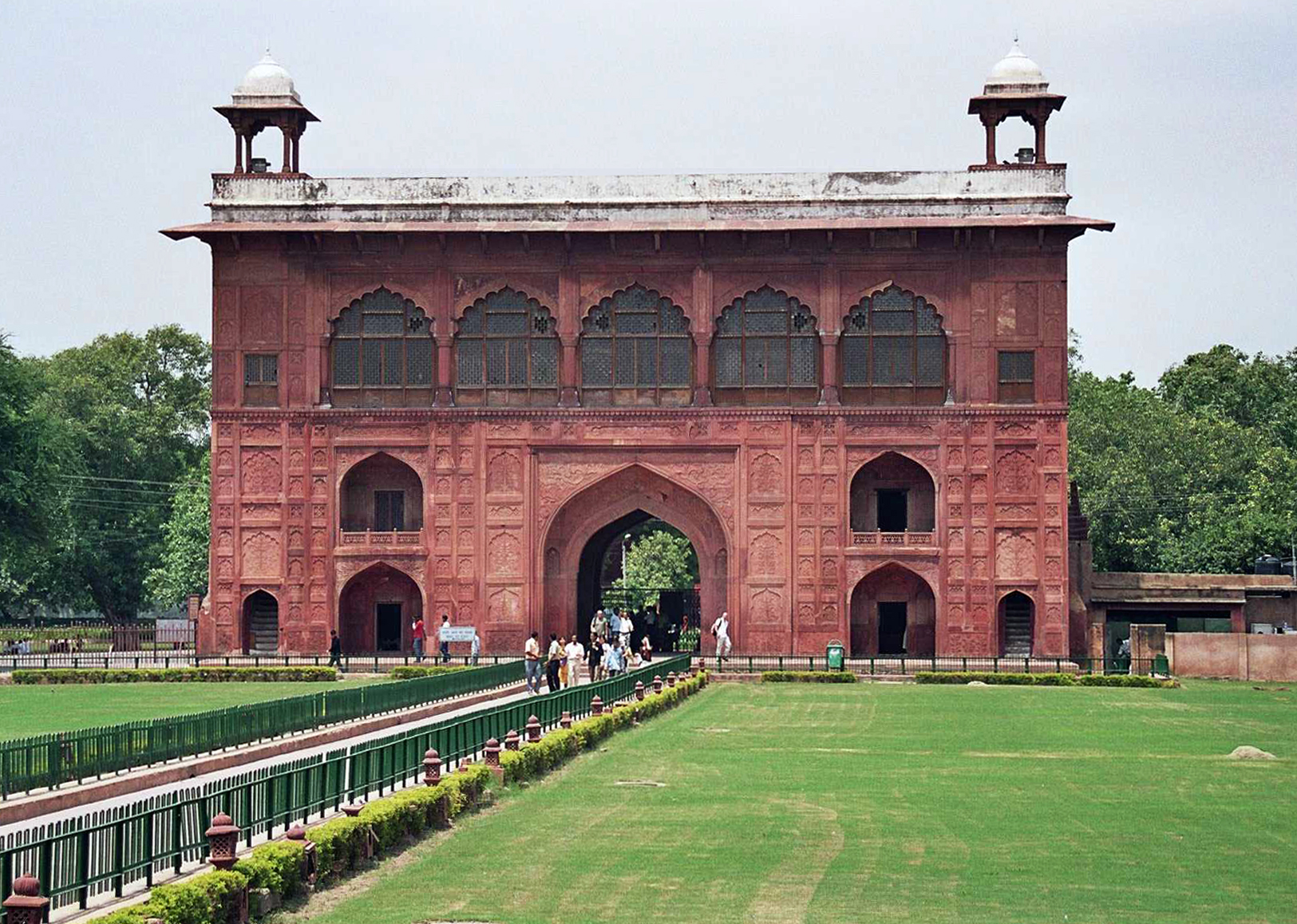
Naqqar khana o puerta principal.

Fue concebido como una unidad por lo que no ha tenido demasiadas reformas en cuanto a su estructura original. Sin embargo, en el siglo XVIII, algunas secciones resultaron dañadas. En 1857 tras la revuelta de los cipayos, el ejército británico lo ocupó y destruyó gran parte de sus pabellones y jardines. Un programa de restauración del fuerte se inició en 1903. Los muros están suavemente decorados, con algunos detalles más pesados en la zona superior. 
Tiene dos puertas principales: la puerta de Delhi y la de Lahore. La de Lahore es la entrada principal; conduce hasta una calle que sirve de bazar, el Chatta Chowk. Este bazar conduce a un espacio abierto que servía como división entre la zona utilizada por los militares y los palacios.

## Historia

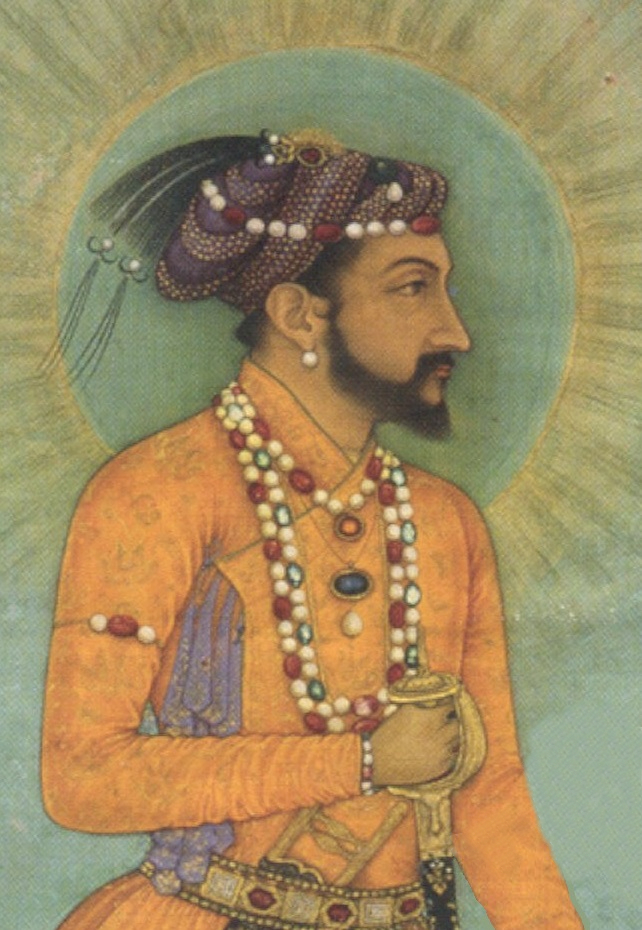
Emperador mogol Shah Jahan, c. 1630

El emperador Shah Jahan encargó la construcción del Fuerte Rojo el 12 de mayo de 1638, cuando decidió trasladar su capital de Agra a Delhi. Originalmente era rojo y blanco, los colores favoritos de Shah Jahan, su diseño se atribuye al arquitecto Ustad Ahmad Lahori, que también construyó el Taj Mahal. El fuerte se encuentra a lo largo del río Yamuna, que alimentaba los fosos que rodean la mayor parte de las murallas. La construcción comenzó en el mes sagrado islámico de Muharram, el 13 de mayo de 1638.: 01  Supervisado por Shah Jahan, se completó el 6 de abril de 1648. A diferencia de otros fuertes mogoles, los muros limítrofes del Fuerte Rojo son asimétricos para contener el más antiguo Fuerte de Salimgarh.: 04  La fortaleza-palacio era un punto central de la ciudad de Shahjahanabad, que es la actual Vieja Delhi. El sucesor de Shah Jahan, Aurangzeb, añadió la Moti Masjid (Mezquita de la Perla) a los aposentos privados del emperador, construyendo barbacana frente a las dos puertas principales para hacer más tortuosa la entrada al palacio.: 08 

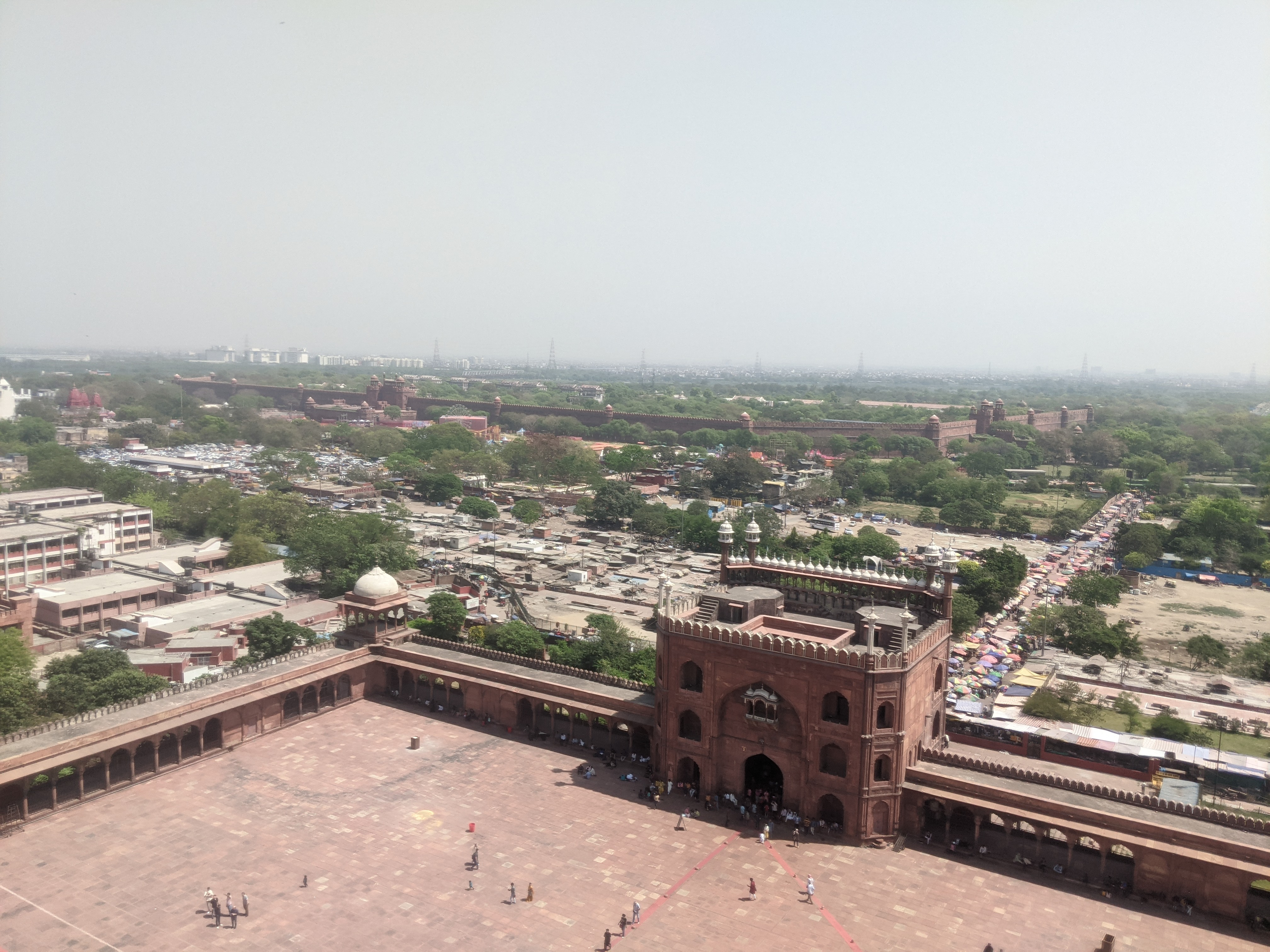
Las murallas del Fuerte Rojo (al fondo) vistas desde lo alto de la torre de Jama Masjid.

La estructura administrativa y fiscal de la dinastía mogol decayó después de Aurangzeb, y en el siglo XVIII se produjo una degeneración del palacio. En 1712 Jahandar Shah se convirtió en el emperador mogol. Al año de comenzar su gobierno, Shah fue asesinado y sustituido por Farrukhsiyar. En 1739, el emperador persa Nadir Shah derrotó fácilmente al fuerte ejército mogol de unos 200.000 soldados, saqueando el Fuerte Rojo, incluido el Trono del Pavo Real. Nadir Shah regresó a Persia después de tres meses, dejando una ciudad destruida y un imperio mogol debilitado a Muhammad Shah.: 09  La debilidad interna del Imperio mogol hizo que los mogoles sólo fueran gobernantes titulares de Delhi, y un tratado de 1752 convirtió al Marathas en protectores del trono de Delhi. La victoria maratha de 1758 en Sirhind con la ayuda de los sikhs y la sucesiva derrota en Panipat los colocó en un nuevo conflicto con Ahmad Shah Durrani.
En 1760, los Marathas retiraron y fundieron el techo de plata del Diwan-i-Khas para recaudar fondos para la defensa de Delhi de los ejércitos de Ahmad Shah Durrani. En 1761, después de que los marathas perdieran la tercera batalla de Panipat, Delhi fue asaltada por Ahmad Shah Durrani. Diez años después, los marathas, actuando a instancias y como mercenarios del exiliado emperador Shah Alam, reconquistaron Delhi a los afganos Rohilla. Mahadji Scindia, el comandante del ejército maratha se inclinó ante el emperador mogol Shah Alam para demostrarle su sumisión. Así, Shah Alam fue restaurado en el trono.
En 1764, el Jat gobernante del Bharatpur, Maharajá Jawahar Singh (hijo del Maharajá Suraj Mal) atacó Delhi y capturó el Fuerte Rojo de Delhi el 5 de febrero de 1765. Dos días después, tras recibir el tributo de los mogoles, retiraron sus ejércitos del fuerte y los Jats se llevaron el trono de los mogoles, llamado el orgullo de los mogoles, y las puertas del Fuerte Rojo como recuerdo, y este trono está hoy realzando la belleza de los palacios de Deeg. Las puertas se encuentran en el Fuerte de Lohagarh de Bharatpur, Rajasthan.
En 1783 los sijs Misl Karor Singhia, dirigido por Baghel Singh, conquistó Delhi y el Fuerte Rojo. Baghel Singh, Jassa Singh Ahluwalia y Jassa Singh Ramgarhia se aliaron con una fuerza de 40.000 personas y saquearon la zona desde Awadh hasta Jodhpur. Después de las negociaciones, Baghel Singh y sus fuerzas acordaron abandonar Delhi y restablecer a los emperador mogol Shah Alam II. La condición de su retirada incluía la construcción de siete Sikh Gurdwara en Delhi, incluyendo la Gurudwara Sis Ganj en Chandni Chowk.
En 1788, una guarnición del Maratha ocupó el fuerte rojo y Delhi junto a la protección del emperador mogol. Mahadji Scindia firmó un tratado con los sijs en el que se les advertía que no entraran en Delhi ni pidieran el tributo del Rakhi. El fuerte quedó bajo el control de la Compañía de las Indias Orientales tras la Segunda Guerra Anglo-Maratha en 1803.
Durante la Segunda Guerra Anglo-Maratha, las fuerzas de la Compañía de las Indias Orientales derrotaron a las fuerzas marathas de Daulat Rao Scindia en la Batalla de Delhi; esto puso fin al control maratha sobre la ciudad y a su control del Fuerte Rojo. Tras la batalla, la Compañía Británica de las Indias Orientales se hizo cargo de la administración de los territorios mogoles e instaló un Residente en el Fuerte Rojo.: 11  El último emperador mogol que ocupó el fuerte, Bahadur Shah II, se convirtió en un símbolo de la rebelión de la India de 1857 contra la Compañía Británica de las Indias Orientales en la que participaron los residentes de Shahjahanabad.: 15 
A pesar de su posición como sede del poder mogol y de su capacidad defensiva, el Fuerte Rojo no fue escenario de ningún enfrentamiento durante el levantamiento de 1857 contra los británicos. Tras la derrota de la rebelión, Bahadur Shah II abandonó el fuerte el 17 de septiembre y fue apresado por las fuerzas británicas. Bahadur Shah Zafar II regresó al Fuerte Rojo como prisionero británico, fue juzgado en 1858 y exiliado a Rangún el 7 de octubre de ese año. Tras el fin de la rebelión, los británicos saquearon el Fuerte Rojo antes de ordenar su demolición sistemática. El 80% de los edificios del fuerte fueron demolidos como resultado de este esfuerzo, incluyendo la pantalla de piedra que conectaba los pabellones a lo largo de la fachada del fuerte que daba al río, que fue demolida.  Todo el mobiliario fue retirado o destruido; los apartamentos del harén, las habitaciones de los sirvientes y los jardines fueron demolidos, y en su lugar se construyó una línea de barracas de piedra. Sólo los edificios de mármol del lado este en el recinto imperial se salvaron de la destrucción total, aunque resultaron dañados por los esfuerzos de demolición. Mientras que las murallas defensivas y las torres resultaron relativamente ilesas, más de dos tercios de las estructuras interiores fueron demolidas.
Lord Curzon, virrey de la India de 1899 a 1905, ordenó reparar el fuerte, incluyendo la reconstrucción de las murallas y la restauración de los jardines, completados con un sistema de riego.

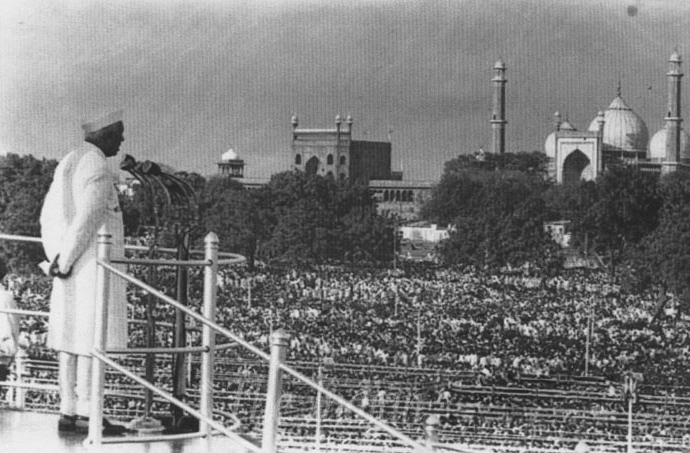
Cada año, en el Día de la Independencia de la India, el Primer Ministro iza la "bandera tricolor" en la Puerta de Lahori, la puerta principal del fuerte y pronuncia un discurso transmitido a nivel nacional desde sus murallas. En la imagen, Nehru el 15 de agosto de 1947.

La mayoría de las joyas y obras de arte que se encuentran en el Fuerte Rojo fueron saqueadas durante la invasión de Nadir Shah en 1747 y de nuevo tras la rebelión india de 1857 contra los británicos. Finalmente se vendieron a coleccionistas privados o al Museo Británico, la Biblioteca Británica y el Museo Victoria y Alberto. Por ejemplo, la copa de vino de Shah Jahan de jade y la corona de Bahadur Shah II se encuentran actualmente en Londres. Varias peticiones de restitución han sido rechazadas hasta ahora por el gobierno británico.

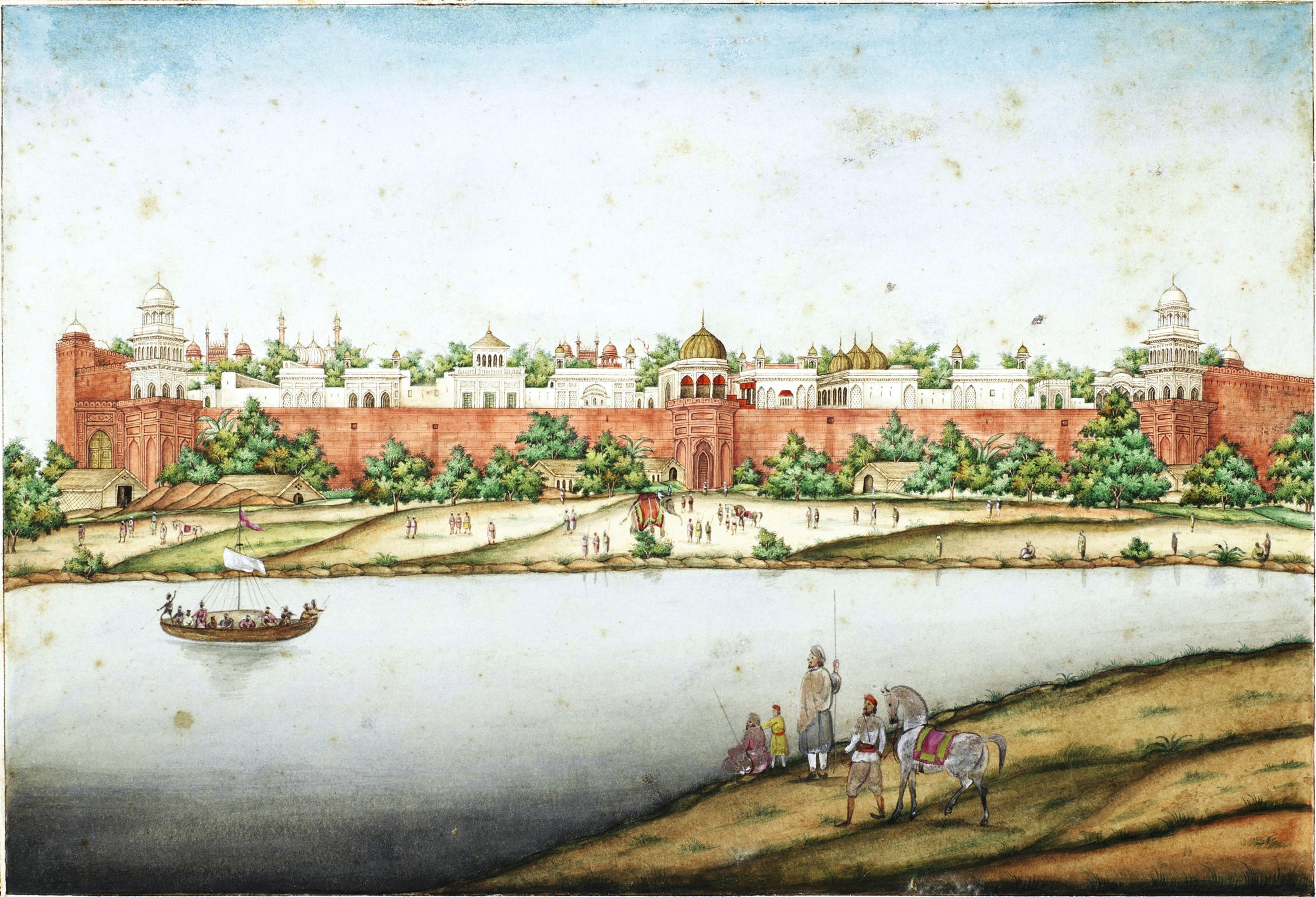
Vista del Fuerte Rojo desde el río (por Ghulam Ali Khan, entre c. 1852-1854

En 1911 se produjo la visita del rey Jorge V y Reina María para el Delhi Durbar. Para preparar su visita, se restauraron algunos edificios. El Museo Arqueológico del Fuerte Rojo se trasladó de la casa del tambor al Mumtaz Mahal.
Los juicios del INA, también conocidos como los juicios del Fuerte Rojo, se refieren a los consejos de guerra de varios oficiales del Ejército Nacional Indio. El primero se celebró entre noviembre y diciembre de 1945 en el Fuerte Rojo.
El 15 de agosto de 1947, el primer primer ministro de la India, Jawaharlal Nehru izó la Bandera nacional india sobre la Puerta de Lahore.
Después de la Independencia de la India, el lugar experimentó pocos cambios, y el Fuerte Rojo siguió utilizándose como acantonamiento militar. Una parte importante del fuerte permaneció bajo el control del ejército indio hasta el 22 de diciembre de 2003, cuando fue cedido al Estudio Arqueológico de la India para su restauración. En 2009 se anunció el Plan Integral de Conservación y Gestión (CCMP), elaborado por el Estudio Arqueológico de la India bajo las indicaciones del Supreme Court para revitalizar el fuerte.

## Edificios interiores

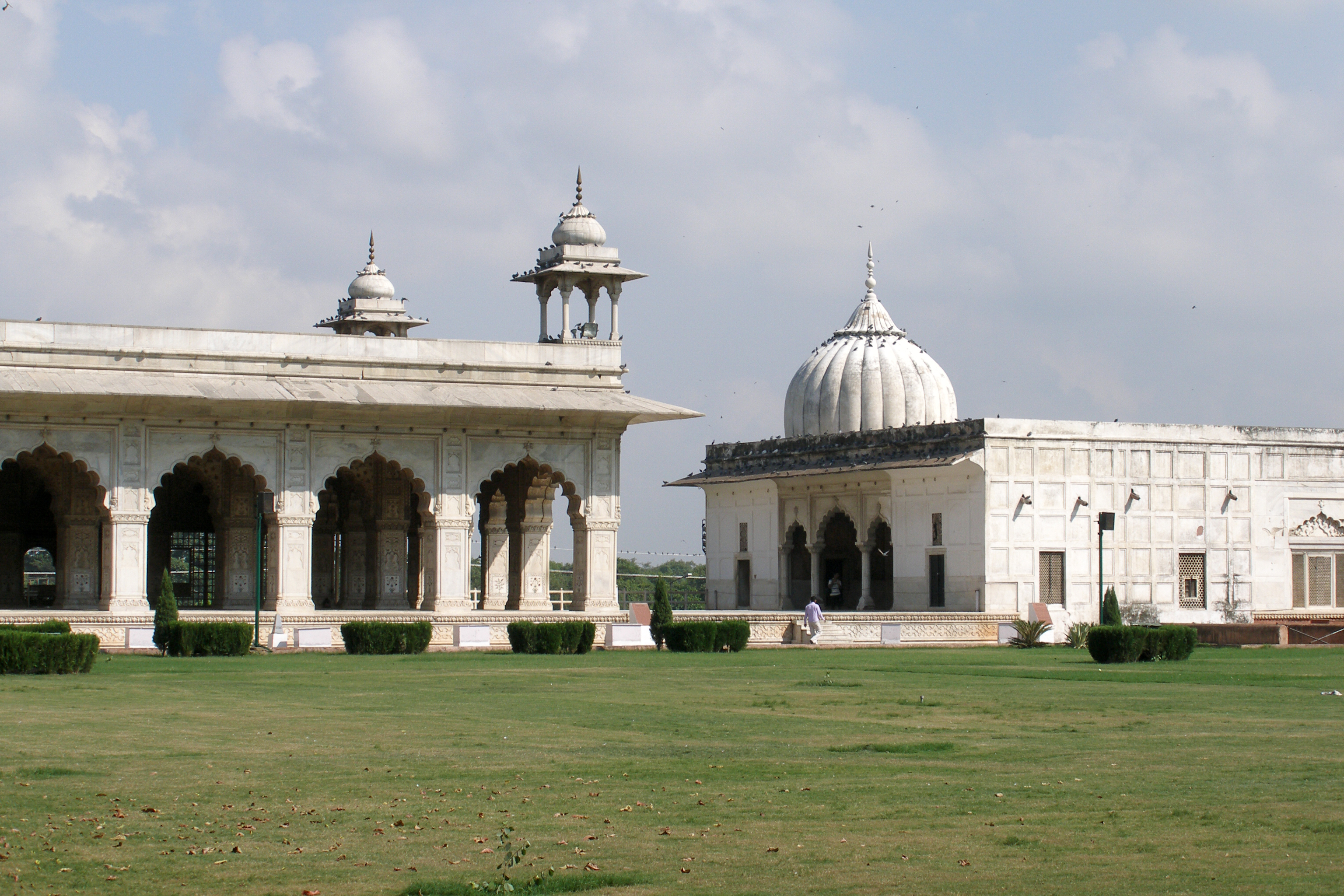
Pabellones imperiales.

La puerta principal de entrada al palacio se conoce como '’'Naqqar Khana'’' ("casa del tambor") que recibe su nombre por la galería destinada a los músicos que se encuentra en la parte superior. Después de cruzar esta puerta aparece otro espacio abierto que servía como patio del Diwan-i-Am, pabellón destinado a las audiencias públicas. Este estuvo en su día decorado con piedras preciosas; estas piedras desaparecieron probablemente durante la revuelta de los cipayos. En el centro del Diwan se encuentra un trono especialmente decorado, concebido como una copia del trono de Salomón.
Los apartamentos imperiales privados se encuentran detrás del trono. Estos consisten en una fila de pabellones que se extienden sobre una plataforma elevada que mira al Yamuna. Los pabellones están conectados por una serie de canales de agua, conocidos como Nahr-i-Behist o "arroyos del paraíso", que corren hasta el centro de cada pabellón. En una torre de forma octogonal y de una altura de tres pisos, conocida como Shah Burj, se situaban los despachos privados de Shah Jahan.
El palacio se diseñó como una réplica del paraíso descrito en el Corán; en una frase escrita de forma repetitiva en las paredes del palacio se puede leer: "Si existe un paraíso en la tierra, está aquí, está aquí". Los planos del palacio están basados en prototipos islámicos pero cada pabellón revela en su arquitectura algunos elementos de influencia hindú típica en los edificios mogoles. El complejo del palacio del fuerte rojo es uno de los ejemplos más claros del estilo arquitectónico mogol.

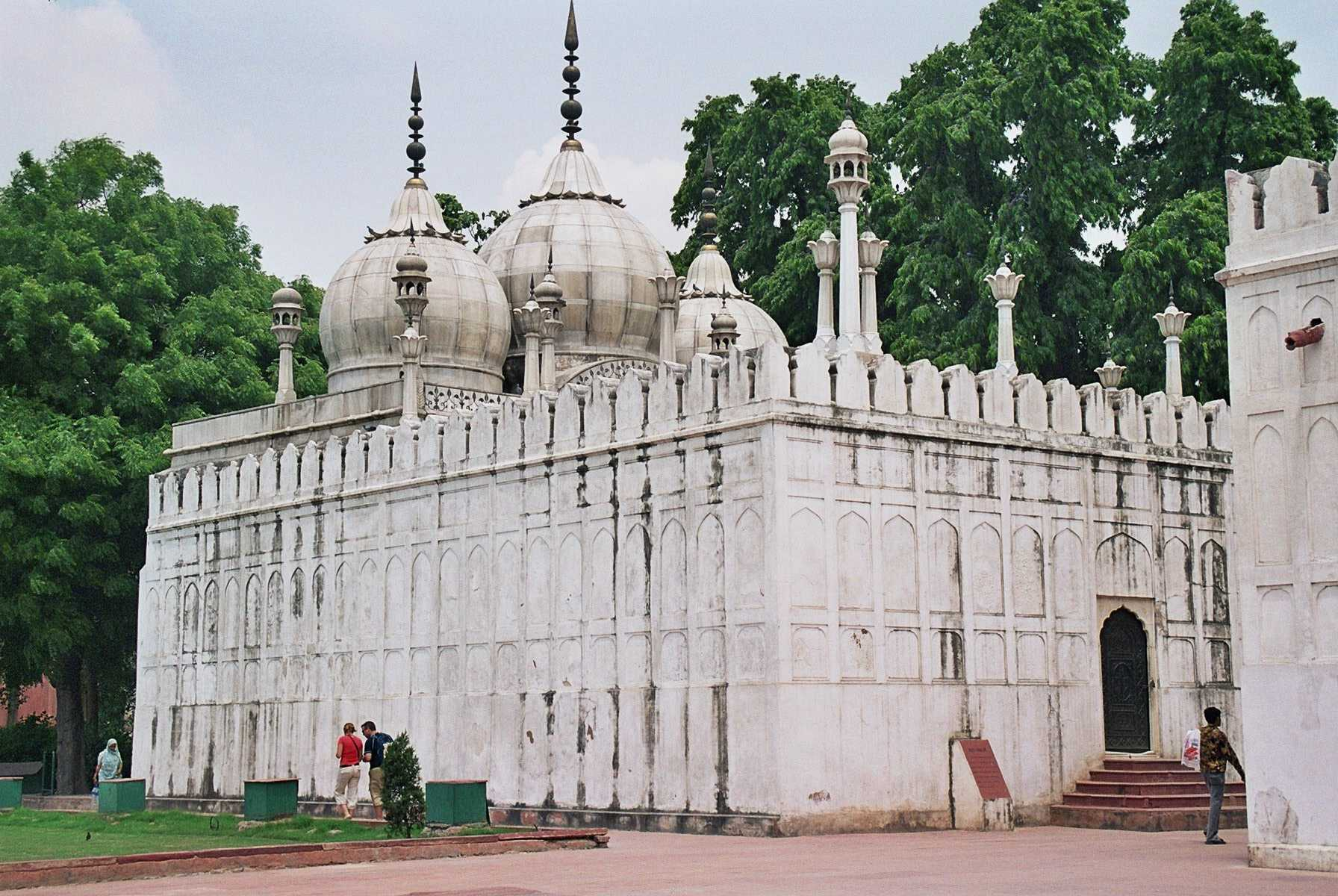
La mezquita Moti Masjid.

Los dos pabellones situados más al sur estaban destinados a las dependencias de las mujeres: el Mumtaz Majal y el Rang Majal. El tercer pabellón, el Khas Majal, contiene los aposentos imperiales. Incluye dormitorios, salas de oración y la Mussaman Burj, una torre en la que el emperador aparecía en los días de ceremonias. El siguiente pabellón es el Diwan-i-Khas, la sala de audiencias privadas en la que se encontraba el trono del pavo real. Este trono fue sustraído por tropas persas y se convirtió en el trono del Sah del Irán hasta la revolución de Jomeini.
Otro pabellón contiene el hammam, o los baños, en un estilo turco y con ornamentaciones en estilo mogol, realizadas en mármol y piedras de colores. Al oeste de los baños se encuentra la Moti Masjid o "mezquita de la perla". Esta mezquita fue construida en 1659 como mezquita privada para Aurangzeb, sucesor de Shah Jahan. Se trata de una pequeña mezquita realizada en mármol blanco con tres cúpulas en la parte superior.
En el norte del fuerte se encuentra el jardín conocido como Hayat Bakhsh Bagh' o "jardín de la concesión de la vida", atravesado por dos canales de agua. Otro pabellón, construido en 1842 por el último emperador Bahadur Shah Zafar se sitúa en el centro de la piscina en la que se encuentran estos dos canales.